# Вальтер Беделл Сміт
Вальтер Беделл Сміт (англ. Walter Bedell Smith; *5 жовтня 1895 Індіанаполіс, Індіана — †9 серпня 1961, Вашингтон) — американський воєначальник, генерал армії США та дипломат. У 1946—1949 посол США у Радянському Союзі.

## Біографія
Народився у Індіанаполісі, у 1910 році закінчив середню школу, після чого вступив до Національної гвардії штату Індіана. Потім прослухав короткий курс у Бутлеровському університеті. Після вступу США до Першої світової війни брав участь у бойових діях на території Франції як піхотинець 4-ї американської дивізії. Директор ЦРУ у 1950—1953 рр.
Похований на Арлінгтонському національному цвинтарі.

## Твори
- Smith, Walter Bedell (1950), My Three Years in Moscow, Philadelphia: Lippincott, OCLC 421156
- Smith, Walter Bedell (1956), Eisenhower's six great decisions: Europe, 1944—1945, New York: Longmans, OCLC 522963